# Нечаевская (Ленинградская область)
Нечаевская — деревня в Лидском сельском поселении Бокситогорского района Ленинградской области.

## История
Согласно X-ой ревизии 1857 года:

НЕЧАЕВСКОЕ — деревня, принадлежит Авилову: хозяйств — 3, жителей: 5 м. п., 12 ж. п., всего 17 чел.

По земской переписи 1895 года:

  
НЕЧАЕВСКОЕ — деревня, крестьяне бывшие Авилова: хозяйств  — 6, жителей: 17 м. п., 17 ж. п., всего 34 чел.; крестьяне собственники земли: хозяйств  — 3, жителей: 9 м. п., 12 ж. п., всего 21 чел.

В конце XIX — начале XX века деревня административно относилась к Верховско-Вольской волости 1-го земского участка 3-го стана Устюженского уезда Новгородской губернии.

НЕЧАЕВСКОЕ — деревня Коробищенского сельского общества, число дворов — 14, число домов — 26, число жителей: 30 м. п., 42 ж. п.; Занятие жителей: земледелие, лесные заработки. Река Колпь. (1910 год)

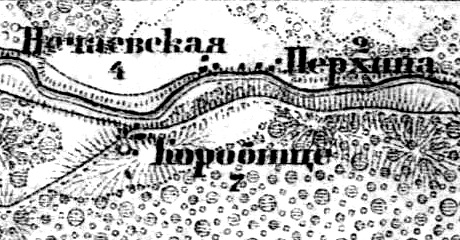
Деревня Нечаевская на карте 1917 года

Согласно карте Новгородской губернии 1917 года, деревня насчитывала 4 крестьянских двора, смежно с ней располагалась деревня Перхина из 2 дворов.
С 1917 по 1927 год деревня входила в состав Советской волости Устюженского уезда Череповецкой губернии. 
С 1927 года, в составе Коробищенского сельсовета Ефимовского района.
По данным 1933 года деревня Нечаевское входила в состав Коробищенского сельсовета Ефимовского района.
В 1940 году население деревни составляло 143 человека.
С 1965 года, в составе Бокситогорского района.
По данным 1966 и 1973 годов деревня называлась Нечаевская и также входила в состав Коробищенского сельсовета Бокситогорского района.
По данным 1990 года деревня Нечаевская входила в состав Ольешского сельсовета.
В 1997 году в деревне Нечаевская Ольешской волости проживали 37 человек, в 2002 году — 23 человека (русские — 96 %).
В 2007 году в деревне Нечаевская Заборьевского сельского поселения проживали 18 человек, в 2010 году — 9 человек. 
Со 2 июня 2014 года — в составе вновь созданного Лидского сельского поселения Бокситогорского района.
В 2015 году в деревне Нечаевская Лидского СП проживали 6 человек.

## География
Деревня расположена в восточной части района на автодороге 41К-041 (Ольеши — Нечаевская).
Расстояние до посёлка Заборье — 33 км.
Расстояние до ближайшей железнодорожной станции Заборье — 35 км. 
Деревня находится на правом берегу реки Колпь.

## Демография
| 1997 | 2002 | 2007 | 2010 | 2017 |
| ---- | ---- | ---- | ---- | ---- |
| 37   | ↘23  | ↘18  | ↘9   | ↘8   |

## Инфраструктура
На 1 января 2016 года в деревне было зарегистрировано 4 домохозяйства.